# Francesco Bisotto
Francesco Bisotto (Cuneo, 20 maggio 2002) è un pallavolista italiano, libero della Lube.

## Biografia
Anche suo fratello Stefano è un pallavolista.

## Carriera

### Club
La carriera di Francesco Bisotto inizia nel 2008 nelle giovanili del Piemonte; a seguito della chiusura della società, passa nel 2014 alle giovanili del neonato Cuneo: nella stagione 2020-21 viene promosso in prima squadra, in Serie A2.
Nella stagione 2023-24 viene ingaggiato dalla Lube, esordendo in Superlega, con cui vince la Coppa Italia 2024-25.

## Palmarès

### Club
- Coppa Italia: 1

2024-25